# Leonardo Salgado

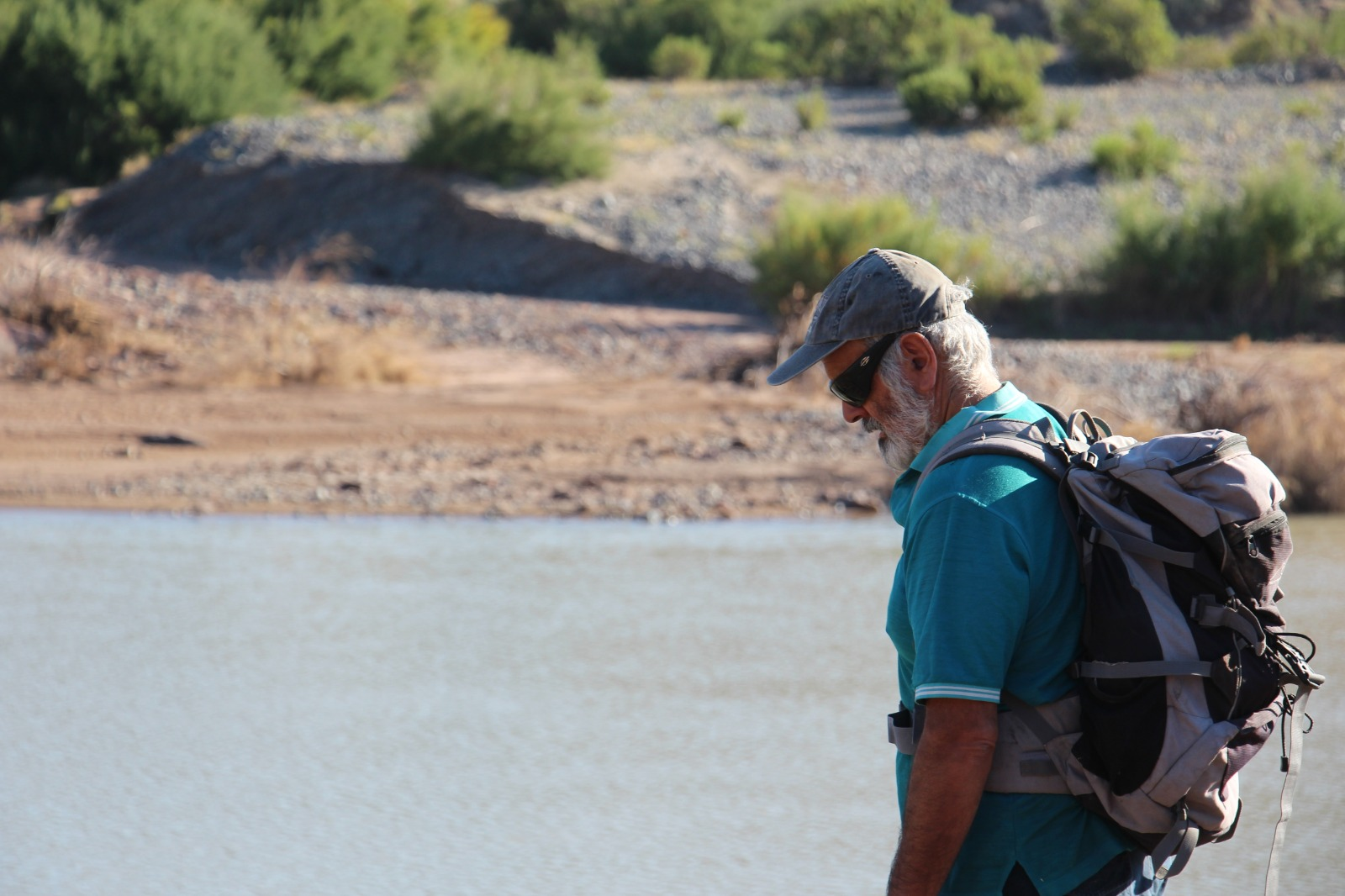
Leonardo Salgado

Leonardo Salgado (* 1962) ist ein argentinischer Wirbeltier-Paläontologe, der sich mit Dinosauriern befasst.
Salgado wurde 1962 an der Universidad Nacional de La Plata promoviert. Er forscht für das Consejo Nacional de Investigaciones Científicas y Técnicas (CONICET) und ist am geologisch-paläontologischen Institut der Universidad Nacional de Río Negro in General Roca angestellt.
1995 erstbeschrieb er mit Rodolfo Coria einen der größten bekannten Raubsaurier Giganotosaurus. 2006 beschrieb er mit Zulma Gasparini den ersten in der Antarktis gefundenen Dinosaurier, den Ankylosaurier Antarctopelta (aus der Oberkreide der James-Ross-Insel).
Weitere Erstbeschreibungen sind Limaysaurus, Amargasaurus (mit José Bonaparte 1991), Rebbachisaurus, Zapalasaurus, Gasparinisaura (mit Coria), Pellegrinisaurus, Rocasaurus, Uberabatitan, Petrobrasaurus, Comahuesaurus, Demandasaurus, Amazonsaurus, Barrosasaurus, Ilokelesia und er untersuchte die Entwicklung von Titanosauriern und erstbeschrieb mit Jorge Calvo und Federico Agnolin den Titanosaurier Puertasaurus.